# Oitz
Oitz är en kommun i Spanien.   Den ligger i provinsen Provincia de Navarra och regionen Navarra, i den nordöstra delen av landet, 300 km nordost om huvudstaden Madrid. Antalet invånare är 155. Arean är 8,0 kvadratkilometer.
Terrängen i Oitz är huvudsakligen kuperad.